# Communauté de communes entre Thue et Mue
La communauté de communes entre Thue et Mue est une ancienne communauté de communes française, située dans le département du Calvados et la région Normandie. Le 1er janvier 2017, elle intègre la nouvelle communauté urbaine Caen la Mer.
Elle ne doit pas être confondue avec la commune nouvelle de Thue et Mue, née de la fusion des communes de Bretteville-l'Orgueilleuse, Brouay, Cheux, Le Mesnil-Patry, Putot-en-Bessin et Sainte-Croix-Grand-Tonne.

## Histoire
La communauté de communes est créée par arrêté préfectoral le 7 décembre 2000. Son siège est transféré à Rots (20 rue de l'Église) par un arrêté du 12 septembre 2003, puis à Bretteville-l'Orgueilleuse (8 avenue de la Stèle) par un arrêté du 7 juin 2013.
Le 1er janvier 2017, elle fusionne avec la communauté d'agglomération Caen la Mer et la communauté de communes Plaine Sud de Caen, auxquelles s'ajoute la commune de Thaon, pour former la communauté urbaine Caen la Mer.

## Composition
Au 1er avril 2015, elle était composée de treize communes, toutes situées dans le canton de Bretteville-l'Orgueilleuse, .
À la suite de la création de la commune nouvelle de Rots le 1er janvier 2016, fusionnant Lasson, Rots et Secqueville-en-Bessin, elle ne compte plus que onze communes :
| Nom                                | Code Insee | Gentilé         | Superficie (km2) | Population (dernière pop. légale) | Densité (hab./km2) |
| ---------------------------------- | ---------- | --------------- | ---------------- | --------------------------------- | ------------------ |
| Bretteville-l'Orgueilleuse (siège) | 14098      | Brettevillais   | 6,18             | 3 051 (2021)                      | 494                |
| Brouay                             | 14109      | Brouaysiens     | 3,98             | 463 (2021)                        | 116                |
| Cairon                             | 14123      | Caironnais      | 5,91             | 1 901 (2014)                      | 322                |
| Cheux                              | 14157      | Celtiens        | 14,38            | 1 525 (2021)                      | 106                |
| Le Fresne-Camilly                  | 14288      |                 | 7,06             | 828 (2014)                        | 117                |
| Le Mesnil-Patry                    | 14423      |                 | 3,51             | 394 (2021)                        | 112                |
| Putot-en-Bessin                    | 14525      | Putot-Bessinois | 3,51             | 420 (2021)                        | 120                |
| Rosel                              | 14542      | Roselois        | 3,90             | 580 (2014)                        | 149                |
| Rots                               | 14543      | Rotiers         | 23,40            | 2 397 (2014)                      | 102                |
| Sainte-Croix-Grand-Tonne           | 14568      |                 | 5,26             | 316 (2021)                        | 60                 |
| Saint-Manvieu-Norrey               | 14610      | Manoreys        | 8,28             | 1 875 (2014)                      | 226                |

## Compétences
Les compétences sont les suivantes :
- Développement économique
  - Zones d'activités, l'industrie, le commerce, l'artisanat et le tourisme
- Aménagement de l'espace
  - Élaboration d'un schéma d'aménagement de l'espace pour une cohérence entre les communes
- Voirie et éclairage public
  - Gros entretien et investissement des voies communales
  - Travaux à la charge des communes sur les voies départementales
  - Investissements et l'entretien des réseaux d'éclairage public
- Politique du logement social
  - Réflexion sur l'attribution des logements sociaux et sur la mise en place d'un plan d'habitat social.
- Environnement
  - Entretien des rivières (la Thue, la Mue et le Chiromme)
  - Ramassage et traitement des ordures ménagères
- Domaine scolaire
  - investissement et fonctionnement des écoles élémentaires et maternelles, des cantines et des garderies
  - transport scolaire.
- Sports, loisirs et culture
  - réalisation et la gestion de futurs équipements de dimension intercommunale

## Politique et administration
| Période      | Période       | Identité       | Étiquette | Qualité                             |
| ------------ | ------------- | -------------- | --------- | ----------------------------------- |
| 2001         | février 2012  | Philippe Dupré |           | Maire du Fresne-Camilly             |
| février 2012 | décembre 2016 | Loïc Cavellec  |           | Maire de Bretteville-l'Orgueilleuse |